# Паркер, Вильям Китчен
Вильям Китчен Паркер (англ. William Kitchen Parker, 1823—1890) — английский биолог. Отец зоолога Томаса Джеффри Паркера.

## Биография
Вильям Китчен Паркер родился 23 июня 1823 года в Питерборо.
Высшего образования не получил, работал сначала в аптеке, затем перешёл учеником к одному врачу, где приобрёл первые познания анатомии, потом учился в госпитале и стал демонстратором по физиологии в Kings College в Лондоне. Здесь Паркер начал свои известные исследования над фораминиферами («Introduction to the study of the Foraminifera», 1862) и над остеологией позвоночных животных, которой он впоследствии занимался почти исключительно («Morphology of the skull», 1877; «On the osteology of Balaeniceps rex», 1860—62; «On the Osteology of Gallinaceous Birds and Tinamous»,1866; «Memoir on Aegithognathous Birds», 1873—76 и мн. др.).
В 1866 году учёный был награждён Королевской медалью Лондонского королевского общества.
В 1874 году Паркер был назначен профессором сравнительной анатомии в королевском хирургическом училище.
Вильям Китчен Паркер умер 3 июля 1890 года в Кардиффе.